# Романюк, Александр Иванович (Герой Социалистического Труда)
Алекса́ндр Ива́нович Романю́к (укр. Олександр Іванович Романюк; род. 10 февраля 1933, Широкое, Одесская область) — колхозник, комбайнёр колхоза «Новая жизнь» Скадовского района Херсонской области. Герой Социалистического Труда (1963). Депутат Верховного Совета УССР 6—9 созывов.

## Биография
Родился 10 февраля 1933 года в крестьянской семье в селе Широкое Скадовского района Херсонской области.
С 1948 года — работа в колхозе «Новая жизнь» Косовского района, тракторист Скадовской МТС Херсонской области. С 1952 по 1956 год служил в Советской армии.
С 1956 по 1978 год — звеньевой механизированного звена колхоза «Новая жизнь» (с 1977 года — колхоз имени Ладичука) села Широкое Скадовского района Херсонской области.
В 1962 году вступил в КПСС.
В 1962 году звено Александра Романюка собрало в среднем по 26 центнеров пшеницы с каждого гектара. В 1963 году удостоен звания Героя Социалистического Труда «за выдающиеся трудовые успехи в выращивании высоких урожаев кукурузы и использование сельскохозяйственной техники». В 1975 году удостоен Государственной премии УССР в области науки и техники.
В 1976 году окончил Херсонский сельскохозяйственный институт.
С 1979 года — председатель колхоза имени Ладичука села Широкое Скадовского района Херсонской области.
Избирался депутатом Верховного Совета УССР 6—9 созывов.

## Награды
- Герой Социалистического Труда — указом Президиума Верховного Совета СССР от 11 мая 1963 года;
- дважды Орден Ленина;
- Орден Трудового Красного Знамени;
- Орден Октябрьской Революции;
- Заслуженный мелиоратор УССР.